# Vignoc
Vignoc est une commune française située dans le département d'Ille-et-Vilaine, en région Bretagne, peuplée de 2 290 habitants.

## Géographie
Située à une vingtaine de kilomètres au nord de Rennes, la commune est traversée par route départementale 137. Elle faisait partie du canton de Melesse (jusqu'en 2015 du canton de Hédé) et compte, en 2017, parmi les dix-neuf communes de la communauté de communes du Val d'Ille-Aubigné.

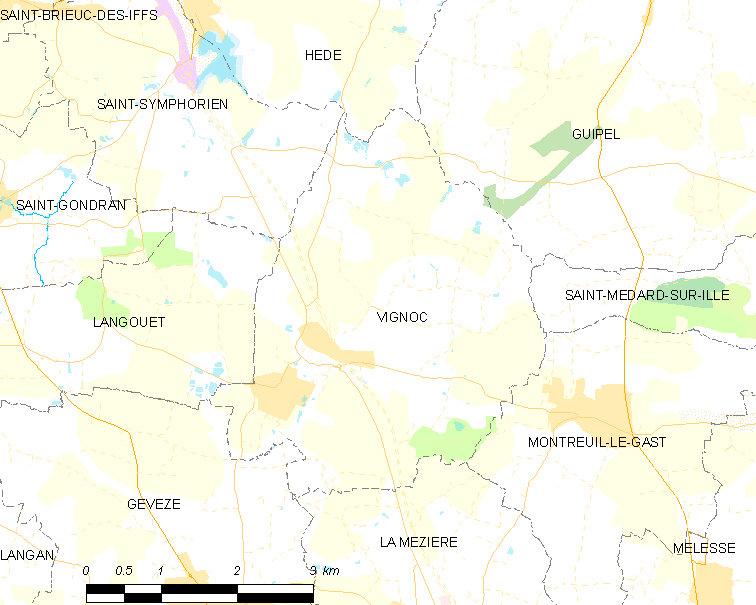
Carte de la commune.

| Saint-Symphorien | Hédé-Bazouges | Guipel                |
| Langouet         | Vignoc        | Saint-Médard-sur-Ille |
| Gévezé           | La Mézière    | Montreuil-le-Gast     |

### Hydrographie
Pour un article plus général, voir Réseau hydrographique d'Ille-et-Vilaine.
La commune est située dans le bassin Loire-Bretagne. Elle est drainée par la Jandière, la Normandière, l'Étang de la Ménardière, le ruisseau de la Tronsonnière et  un autre petit cours d'eau,.

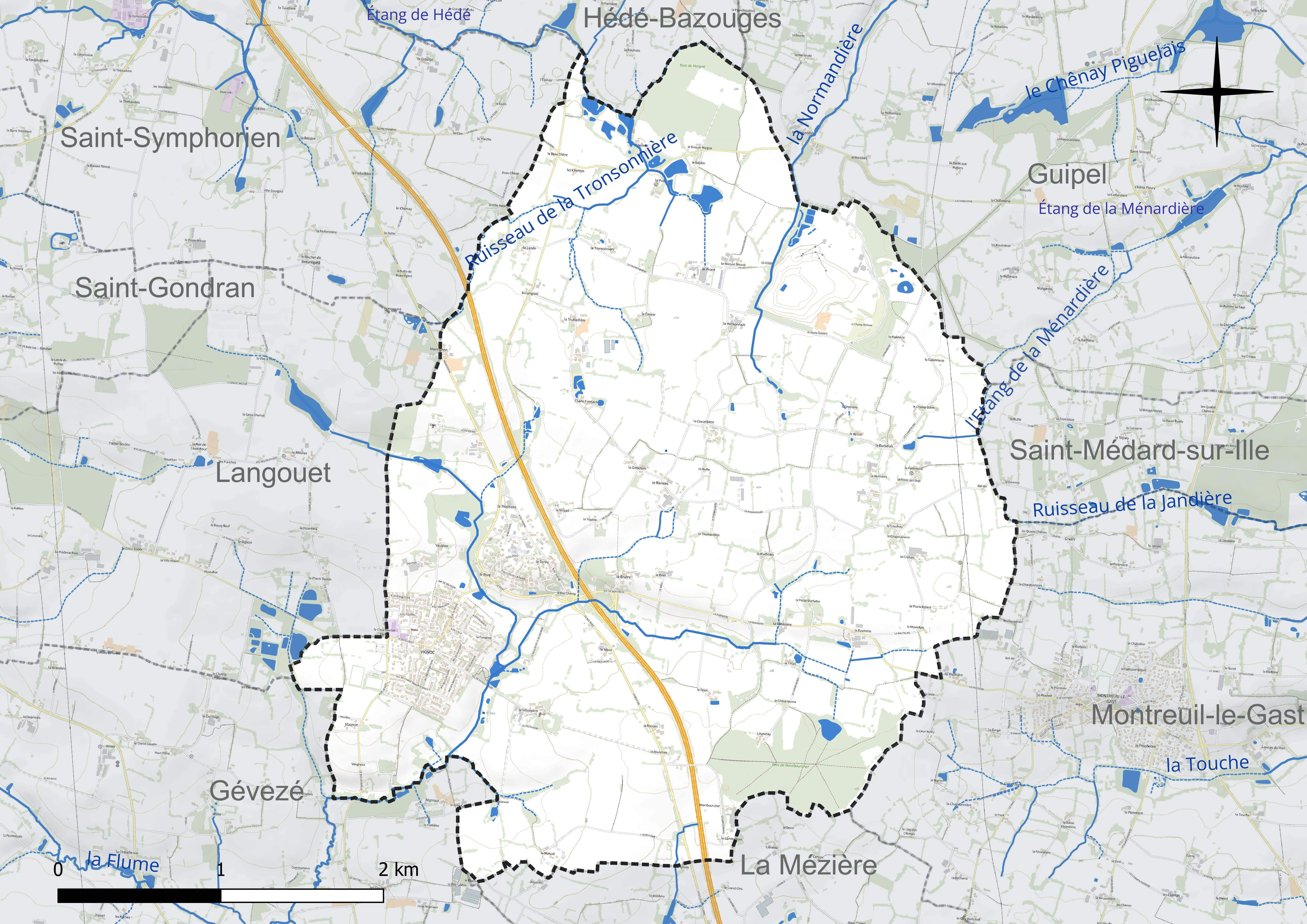
Réseau hydrographique de Vignoc.

### Climat
Pour des articles plus généraux, voir Climat de la Bretagne et Climat d'Ille-et-Vilaine.
En 2010, le climat de la commune est de type climat océanique altéré, selon une étude du CNRS s'appuyant sur une série de données couvrant la période 1971-2000. En 2020, Météo-France publie une typologie des climats de la France métropolitaine dans laquelle la commune est exposée à un climat océanique et est dans la région climatique  Bretagne orientale et méridionale, Pays nantais, Vendée, caractérisée par une faible pluviométrie en été et une bonne insolation. Parallèlement l'observatoire de l'environnement en Bretagne publie en 2020 un zonage climatique de la région Bretagne, s'appuyant sur des données de Météo-France de 2009. La commune est, selon ce zonage, dans la zone « Intérieur Est », avec des hivers frais, des étés chauds et des pluies modérées.  
Pour la période 1971-2000, la température annuelle moyenne est de 11,2 °C, avec une amplitude thermique annuelle de 12,9 °C. Le cumul annuel moyen de précipitations est de 765 mm, avec 12,5 jours de précipitations en janvier et 6,8 jours en juillet. Pour la période 1991-2020, la température moyenne annuelle observée sur la station météorologique la plus proche, située sur la commune de Feins à 14 km à vol d'oiseau, est de 11,9 °C et le cumul annuel moyen de précipitations est de 816,2 mm,. Pour l'avenir, les paramètres climatiques de la commune estimés pour 2050 selon différents scénarios d'émission de gaz à effet de serre sont consultables sur un site dédié publié par Météo-France en novembre 2022.

## Urbanisme

### Typologie
Au 1er janvier 2024, Vignoc est catégorisée bourg rural, selon la nouvelle grille communale de densité à sept niveaux définie par l'Insee en 2022.
Elle est située hors unité urbaine. Par ailleurs la commune fait partie de l'aire d'attraction de Rennes, dont elle est une commune de la couronne,. Cette aire, qui regroupe 183 communes, est catégorisée dans les aires de 700 000 habitants ou plus (hors Paris),.

### Occupation des sols
L'occupation des sols de la commune, telle qu'elle ressort de la base de données européenne d'occupation biophysique des sols Corine Land Cover (CLC), est marquée par l'importance des territoires agricoles (87,8 % en 2018), en diminution par rapport à 1990 (91,3 %). La répartition détaillée en 2018 est la suivante : 
terres arables (47,3 %), prairies (24,4 %), zones agricoles hétérogènes (16,1 %), zones urbanisées (5 %), mines, décharges et chantiers (4 %), forêts (3,2 %). L'évolution de l'occupation des sols de la commune et de ses infrastructures peut être observée sur les différentes représentations cartographiques du territoire : la carte de Cassini (XVIIIe siècle), la carte d'état-major (1820-1866) et les cartes ou photos aériennes de l'IGN pour la période actuelle (1950 à aujourd'hui).

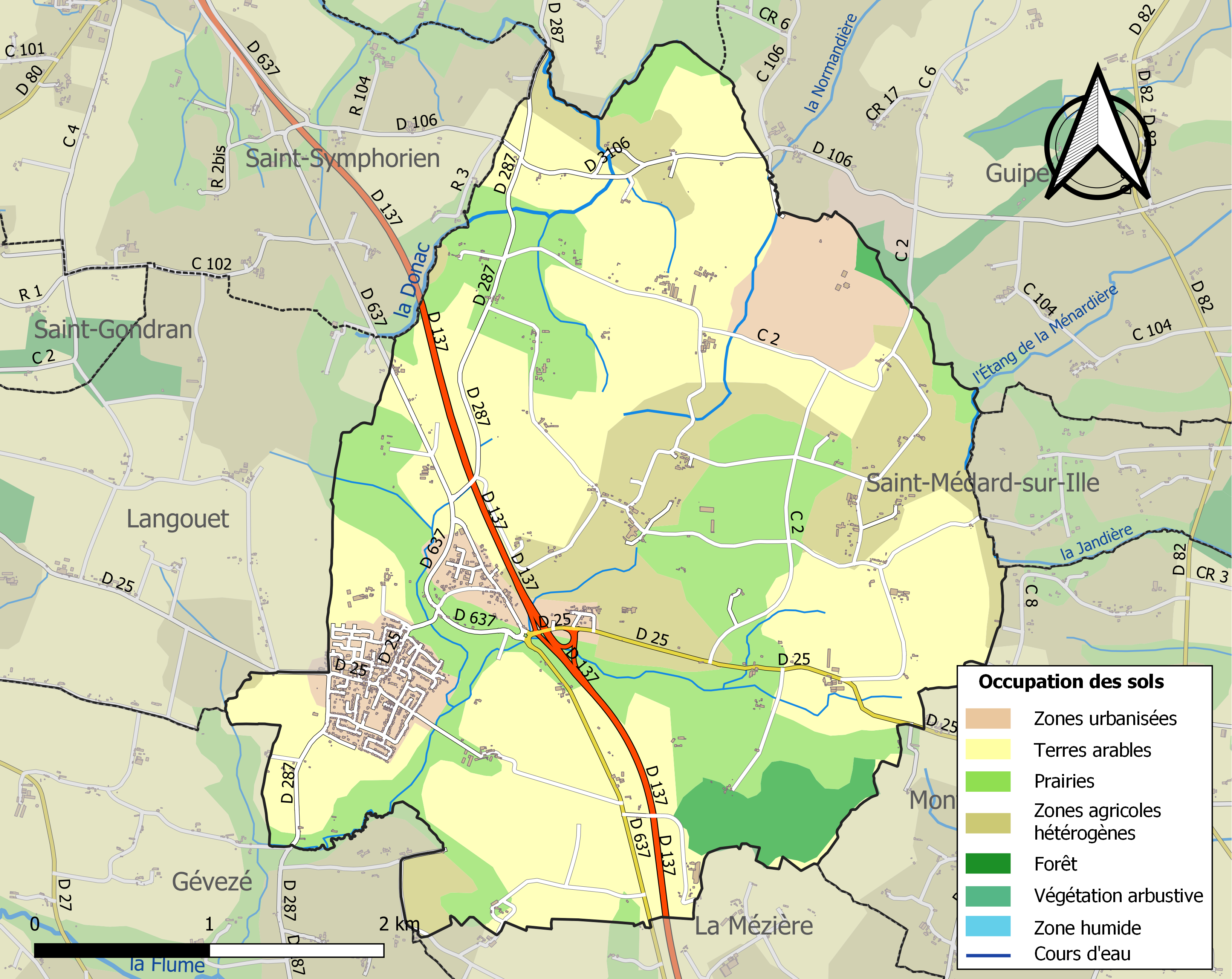
Carte des infrastructures et de l'occupation des sols de la commune en 2018 (CLC).

## Toponymie
Le nom de la localité est attesté sous les formes Vinoc en 1152, Vignoc en 1158,  ecclesia Vignocii en 1170, Vignouc en 1185, Ivignouc en 1195,  Vignocum et Vignoco en 1516.
L'interprétation étymologique du nom de Vignoc pose un certain nombre de problèmes et divise les toponymistes.
Albert Dauzat et à sa suite Ernest Nègre proposent de reconnaître dans Vignoc, un nom de saint breton qu'ils citent sous la forme Guinioc, Guinec,. Il existe bien un saint Guinec que l'on identifie dans le hameau de Saint-Guinec à Huelgoat, dont le nom Guinec se superpose à la forme la plus ancienne Vinoc de 1152. Si tel est le cas, l'évolution de [w] initial breton s'est faite en [v] et non pas en [gw] comme dans Guinec (Gwineg en breton). Elle indique qu'on ne parlait plus breton dans la commune au Xe siècle. De même, le suffixe -oc a régulièrement évolué en -ec (noté -eg en breton moderne) dans les endroits où on a continué de parler breton après le Xe siècle,,.
Cependant, la présence d'un [w] initial d'origine est hypothétique, car on ne dispose pas de forme plus ancienne que Vinoc. Albert Dauzat et Ernest Nègre ne citent aucune forme ancienne, preuve qu'ils n'en connaissaient pas. Léon Fleuriot trace un parallèle entre Vignac à Bains en Ille-et-Vilaine et Vignoc. Il s'agit pour lui d'une confusion entre le suffixe indigène gallo-roman -ac (d'origine gauloise -acon, voir -acum) et le suffixe brittonique -oc importé, tous deux remontant au celtique commun *-āko. Dans ce cas, il est possible que l'élément Vign- soit en réalité gallo-roman et représente VINEA « vignoble » ou moins probablement un nom de personne latin Vinius que ces mêmes auteurs identifient dans Kervignac, toponyme comparé à Kervignec par Léon Fleuriot. On retrouve cette idée dans la forme bretonne actuelle du nom de la commune proposée par l'Office public de la langue bretonne, Gwinieg. Cela ferait de Vignoc un toponyme similaire aux Vignac, Vigny du reste de la France. À noter qu'une forme plus évoluée de ce type toponymique est identifiable dans Vigneux-de-Bretagne (Loire-Atlantique, Vigneuc et Vigno 1038), la terminaison -eux observée en Bretagne représentant souvent une francisation graphique plus tardive, liée à la chûte de [c] final dans la prononciation locale.

## Politique et administration

### Liste des maires

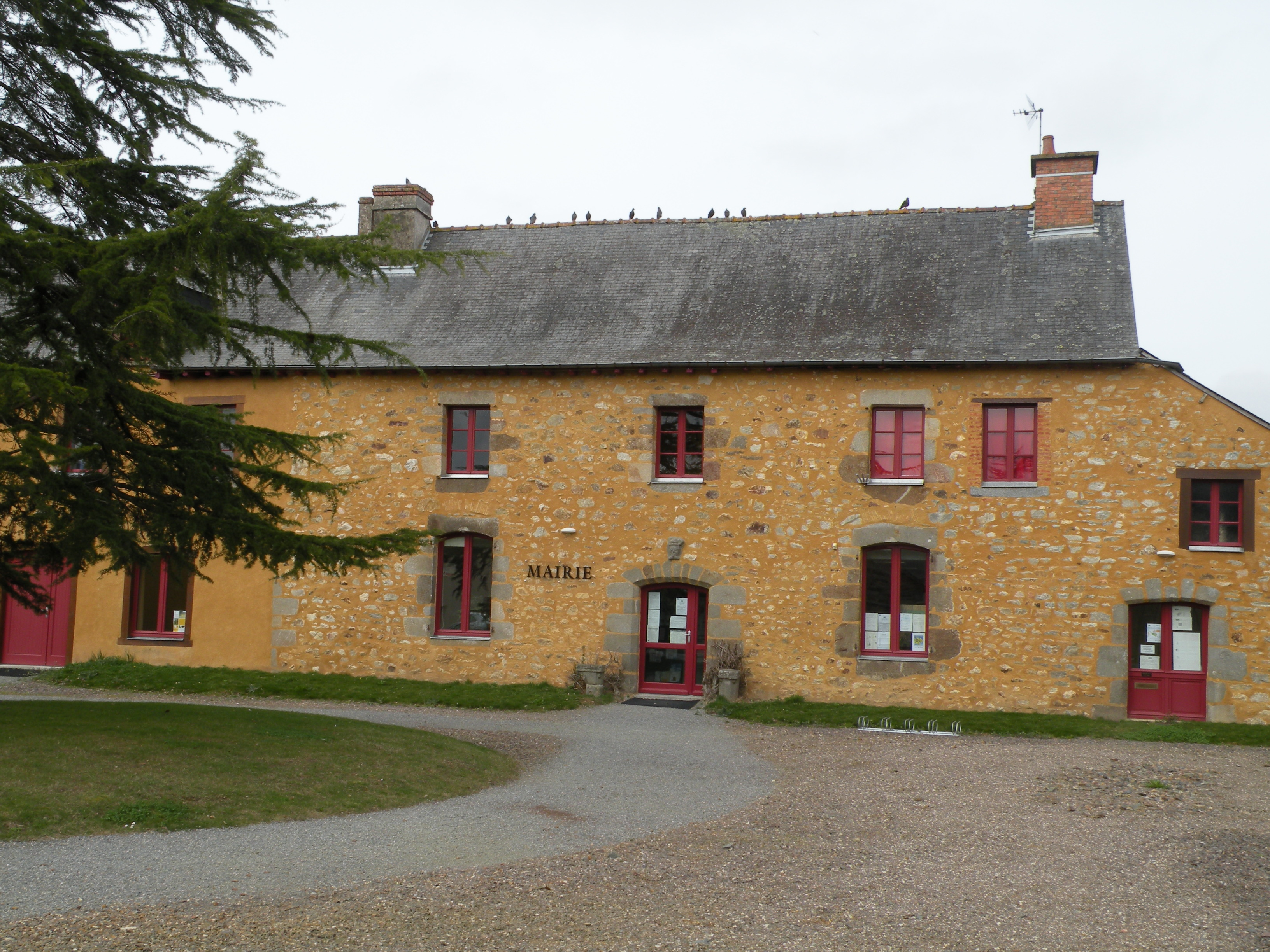
La mairie.

| Période                                  | Période     | Identité                               | Étiquette    | Qualité                                                          |
| ---------------------------------------- | ----------- | -------------------------------------- | ------------ | ---------------------------------------------------------------- |
| Les données manquantes sont à compléter. |             |                                        |              |                                                                  |
| 1790                                     | 1800        | Pierre Lebrun                          |              |                                                                  |
| 1800                                     | 1815        | Mathurin Heurtault                     |              |                                                                  |
| 1815                                     | 1817        | Jean Louis Jacques de la Motte Vauvert |              |                                                                  |
| 1817                                     | 1821        | Bertrand Hyacinthe de la Motte Vauvert |              |                                                                  |
| 1821                                     | 1830        | Jean Marie Loreux                      |              |                                                                  |
| 1830                                     | 1848        | René Lebreton                          |              |                                                                  |
| 1848                                     | 1851        | Charles de La Motte                    |              |                                                                  |
| 1851                                     | 1853        | René Lebreton                          |              |                                                                  |
| 1853                                     | 1859        | Julien Bohuon                          |              |                                                                  |
| 1859                                     | 1861        | (Jean)Félix Maigné                     |              |                                                                  |
| 1861                                     | 1870        | François Davy                          |              |                                                                  |
| 1870                                     | 1871        | Julien Sillard                         |              |                                                                  |
| 1871                                     | 1876        | Charles de la Motte                    |              |                                                                  |
| 1876                                     | 1891        | Pierre Maigné                          |              |                                                                  |
| 1891                                     | 1896        | Jean Pinel                             |              |                                                                  |
| 1896                                     | 1914        | Jean Marie Lebrun                      |              |                                                                  |
| 1914                                     | 1923        | Jules Sillard                          |              |                                                                  |
| 1923                                     | 1945        | Jules Rouzé                            |              |                                                                  |
| 1945                                     | 1947        | Pierre Gaucher                         |              |                                                                  |
| 1947                                     | 1953        | Jules Rouzé                            | MRP          |                                                                  |
| 1953                                     | 1977        | Albert Barbou                          |              | Chevalier des Palmes académiques (1976)                          |
| 1977                                     | 1995        | Roger Chevrel                          |              | Directeur de recherche CNRS, maire honoraire                     |
| 1995                                     | 2008        | Jean Le Gall                           | UDF puis UMP | Ingénieur des télécommunications                                 |
| 2008                                     | 2014        | Philippe Chevrel                       | PS           | Technico-commercial Président de la CC du Val d'Ille (2014-2016) |
| 2014                                     | 27 mai 2020 | Jean Le Gall                           | UMP-LR       | Ingénieur conseil                                                |
| 27 mai 2020                              | En cours    | Daniel Houitte                         | DVD-LR       | Agriculteur retraité                                             |

### Jumelages
Avec les dix-huit autres communes de la communauté de communes du Val d'Ille-Aubigné, Vignoc est jumelée avec :
- Chedzoy (Royaume-Uni) depuis 2003
- Middlezoy (Royaume-Uni) depuis 2003
- Westonzoyland (Royaume-Uni) depuis 2003

## Démographie
L'évolution du nombre d'habitants est connue à travers les recensements de la population effectués dans la commune depuis 1793. Pour les communes de moins de 10 000 habitants, une enquête de recensement portant sur toute la population est réalisée tous les cinq ans, les populations de référence des années intermédiaires étant quant à elles estimées par interpolation ou extrapolation. Pour la commune, le premier recensement exhaustif entrant dans le cadre du nouveau dispositif a été réalisé en 2006.
En 2022, la commune comptait 2 290 habitants, en évolution de +23,78 % par rapport à 2016 (Ille-et-Vilaine : +5,46 %, France hors Mayotte : +2,11 %).
| 1793 | 1800 | 1806 | 1821 | 1831 | 1836 | 1841 | 1846 | 1851 |
| ---- | ---- | ---- | ---- | ---- | ---- | ---- | ---- | ---- |
| 896  | 892  | 919  | 940  | 892  | 950  | 908  | 960  | 990  |

| 1856 | 1861 | 1866 | 1872 | 1876 | 1881 | 1886  | 1891  | 1896 |
| ---- | ---- | ---- | ---- | ---- | ---- | ----- | ----- | ---- |
| 936  | 935  | 960  | 934  | 988  | 940  | 1 013 | 1 007 | 986  |

| 1901 | 1906 | 1911 | 1921 | 1926 | 1931 | 1936 | 1946 | 1954 |
| ---- | ---- | ---- | ---- | ---- | ---- | ---- | ---- | ---- |
| 950  | 904  | 850  | 741  | 738  | 777  | 748  | 694  | 685  |

| 1962 | 1968 | 1975 | 1982 | 1990 | 1999  | 2006  | 2011  | 2016  |
| ---- | ---- | ---- | ---- | ---- | ----- | ----- | ----- | ----- |
| 662  | 667  | 674  | 773  | 887  | 1 091 | 1 596 | 1 790 | 1 850 |

| 2021  | 2022  | - | - | - | - | - | - | - |
| ----- | ----- | - | - | - | - | - | - | - |
| 2 202 | 2 290 | - | - | - | - | - | - | - |

## Lieux et monuments
- L'église Saint-Pierre-ès-Liens (XIIe-XIXe siècles)[31].
- Le château de la Villouyère, inscrit au titre des monuments historiques depuis le 27 août 1997[32].
- Le site archéologique du bois de Montbourcher,  inscrit au titre des monuments historiques depuis le 18 septembre 1995[33].

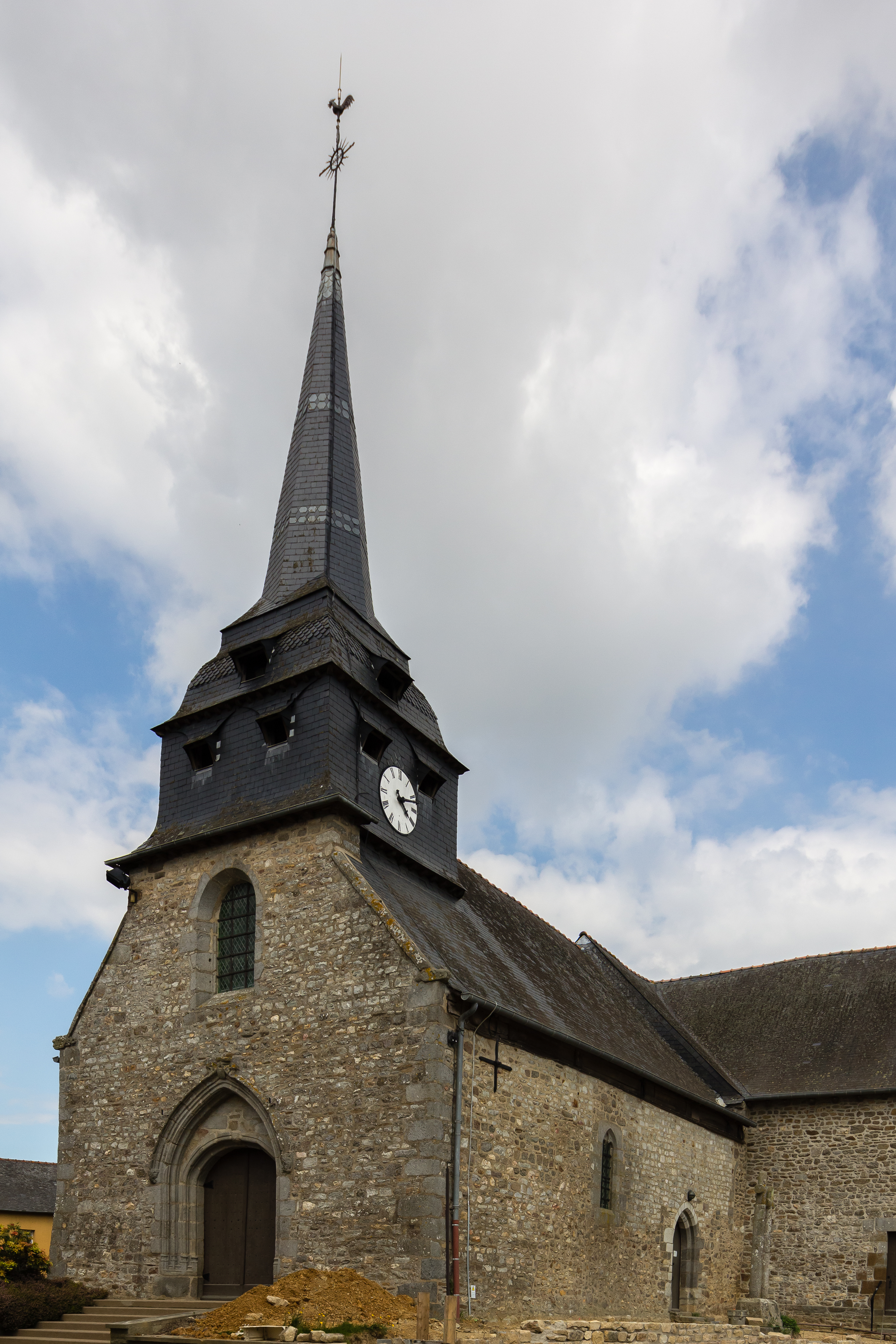
L'église Saint-Pierre-ès-Liens.
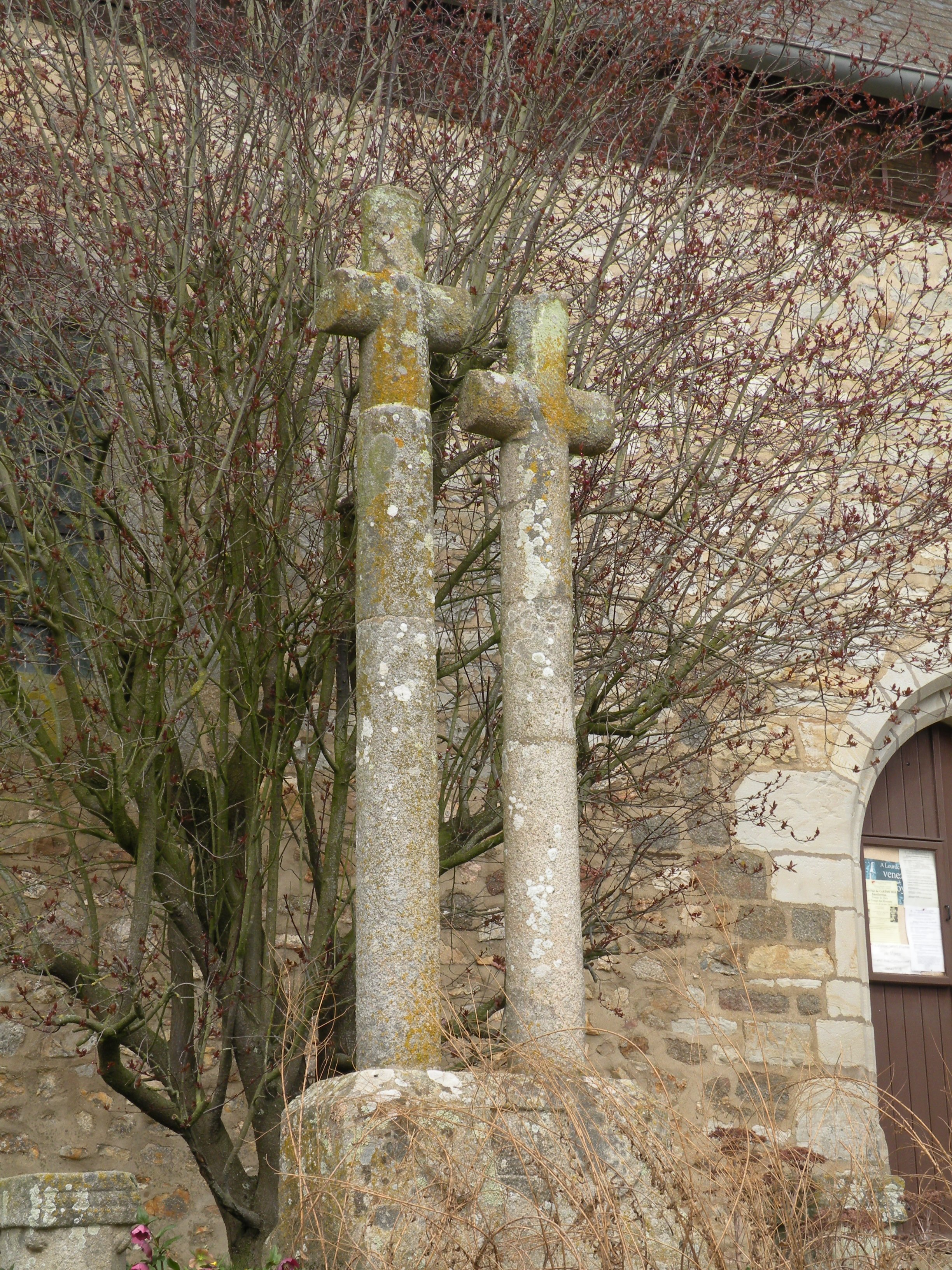
Calvaire double près de l'église.
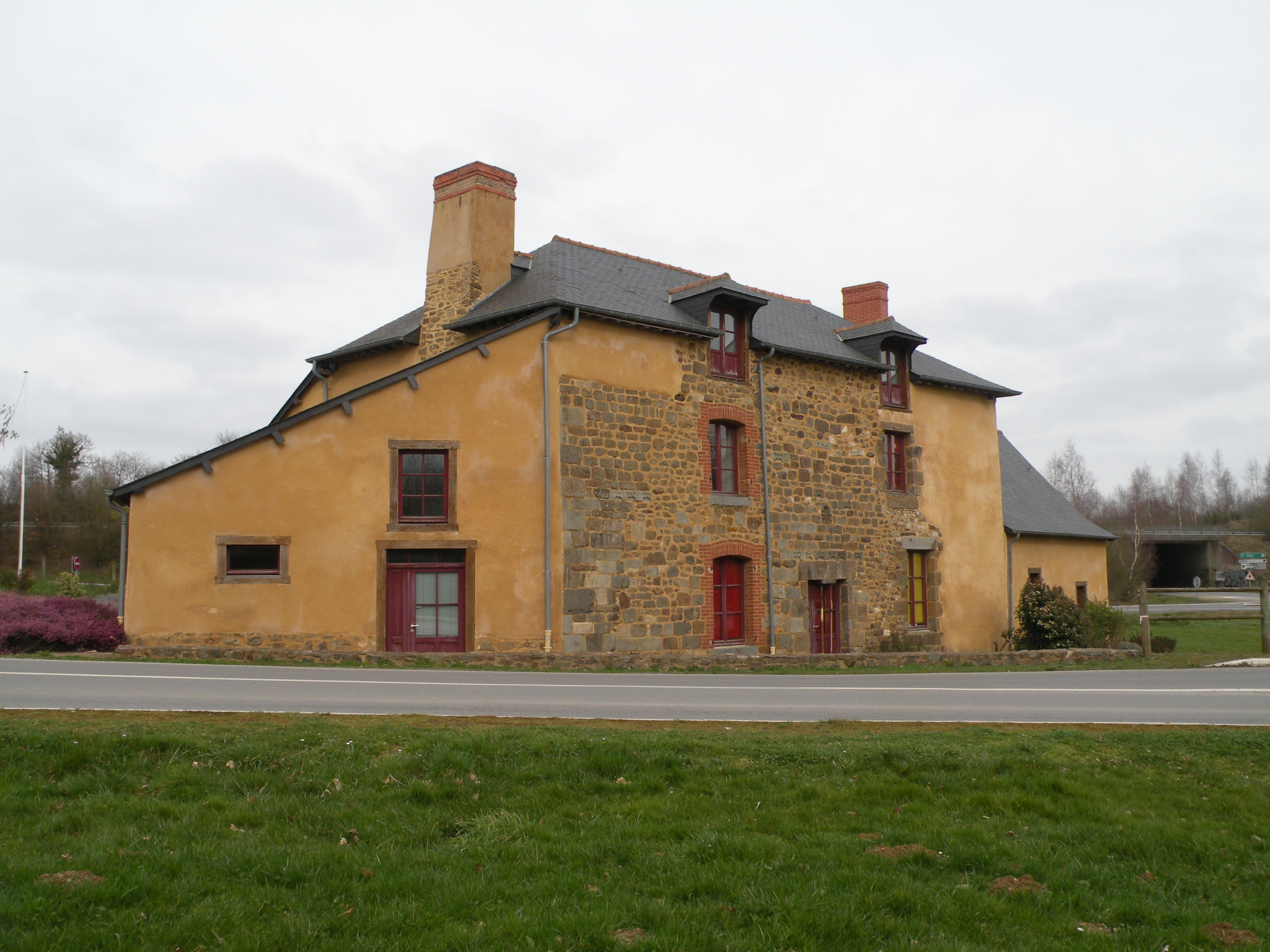
Le Bas Champ.

## Personnalités liées à la commune
- Jean-Michel Lemétayer (1951-2013), président de la FNSEA de 2001 à 2010, exploitant dans la commune, y est né.